# Novakovići (Žabljak)
Pour les articles homonymes, voir Novakovići.
Novakovići (en serbe cyrillique : Новаковићи) est un village du nord-ouest du Monténégro, dans la municipalité de Žabljak.

## Démographie

### Évolution historique de la population
| 1948 | 1953 | 1961 | 1971 | 1981 | 1991 | 2003 |
| ---- | ---- | ---- | ---- | ---- | ---- | ---- |
| 342  | 377  | 334  | 228  | 161  | 116  | 87   |